# Іст-Прері (Міссурі)
Іст-Прері (англ. East Prairie) — місто (англ. city) в США, в окрузі Міссісіпі штату Міссурі. Населення — 2943 особи (2020).

## Географія
Іст-Прері розташований за координатами 36°46′44″ пн. ш. 89°23′3″ зх. д. / 36.77889° пн. ш. 89.38417° зх. д. (36.778916, -89.384081).  За даними Бюро перепису населення США в 2010 році місто мало площу 3,35 км², з яких 3,35 км² — суходіл та 0,00 км² — водойми.

## Демографія
Згідно з переписом 2010 року, у місті мешкало 3176 осіб у 1294 домогосподарствах у складі 846 родин. Густота населення становила 948 осіб/км².  Було 1398 помешкань (417/км²).
Расовий склад населення:
| - 95,7 % — білих - 2,3 % — чорних або афроамериканців - 0,4 % — корінних американців - 0,1 % — азіатів |

До двох чи більше рас належало 1,2 %. Частка іспаномовних становила 1,4 % від усіх жителів.
За віковим діапазоном населення розподілялося таким чином: 25,4 % — особи молодші 18 років, 57,4 % — особи у віці 18—64 років, 17,2 % — особи у віці 65 років та старші. Медіана віку мешканця становила 38,5 року. На 100 осіб жіночої статі у місті припадало 85,0 чоловіків;  на 100 жінок у віці від 18 років та старших — 77,5 чоловіків також старших 18 років.
Середній дохід на одне домашнє господарство  становив 30 495 доларів США (медіана — 22 877), а середній дохід на одну сім'ю — 36 096 доларів (медіана — 26 914). Медіана доходів становила 27 339 доларів для чоловіків та 25 234 долари для жінок. За межею бідності перебувало 36,4 % осіб, у тому числі 42,0 % дітей у віці до 18 років та 37,0 % осіб у віці 65 років та старших.
Цивільне працевлаштоване населення становило 1156 осіб. Основні галузі зайнятості: освіта, охорона здоров'я та соціальна допомога — 27,0 %, роздрібна торгівля — 13,1 %, виробництво — 12,1 %.